# 库里耶尔矿难

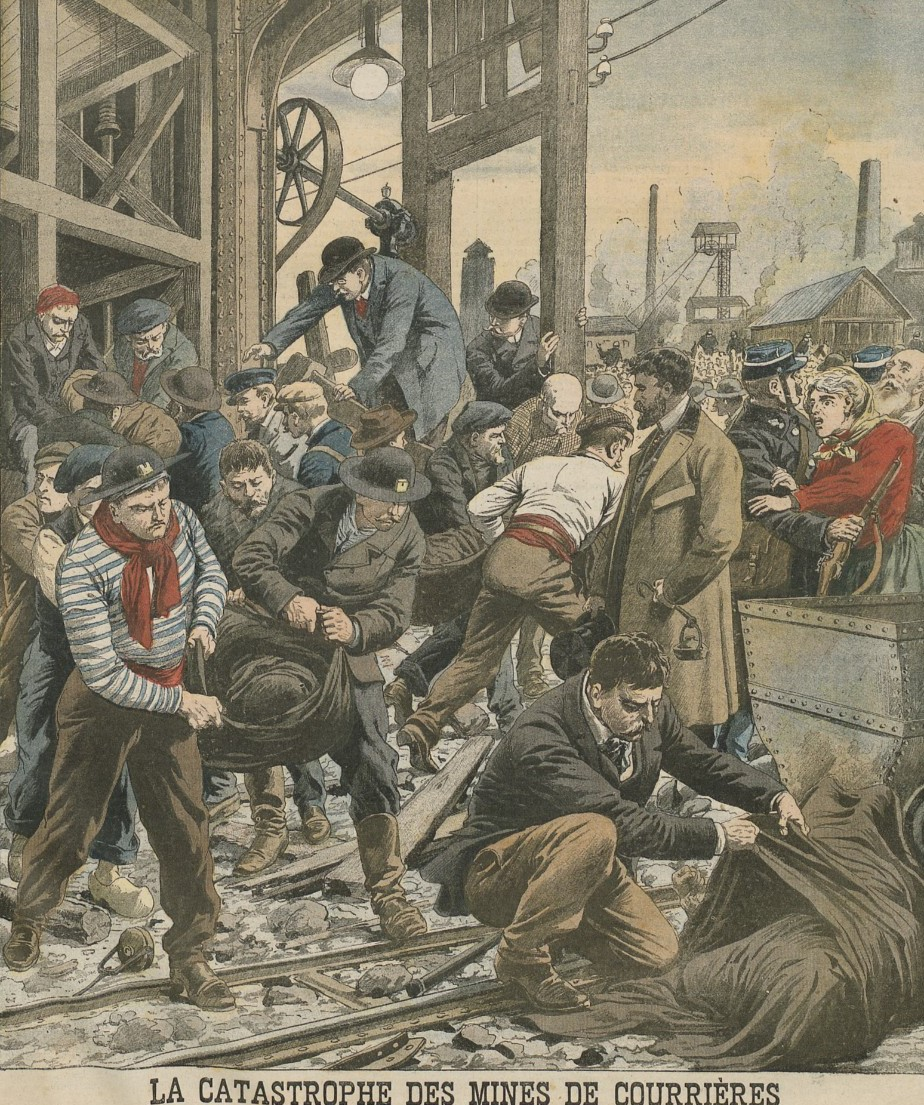
《小日报》插画描绘矿难

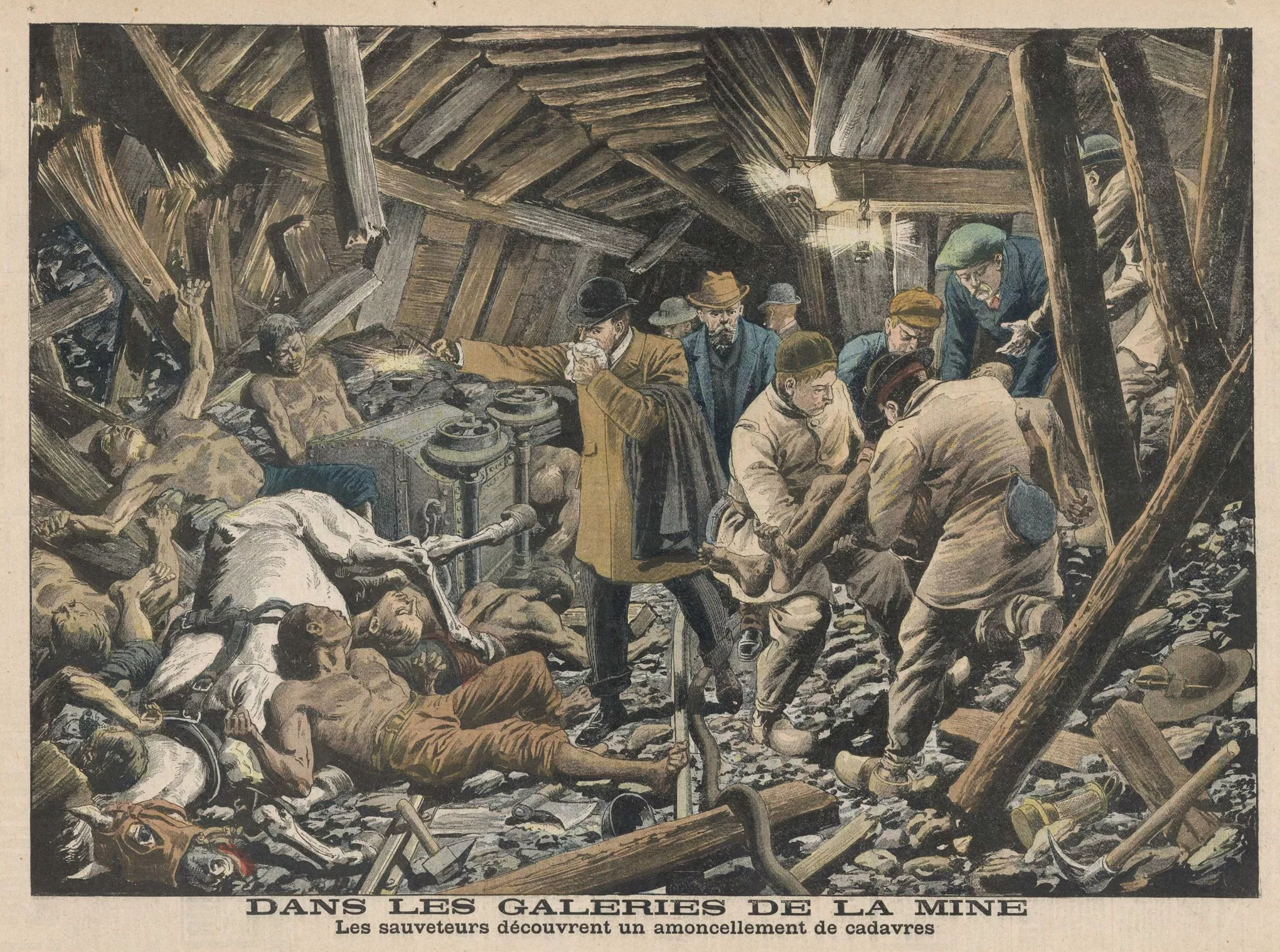
库里耶尔矿难

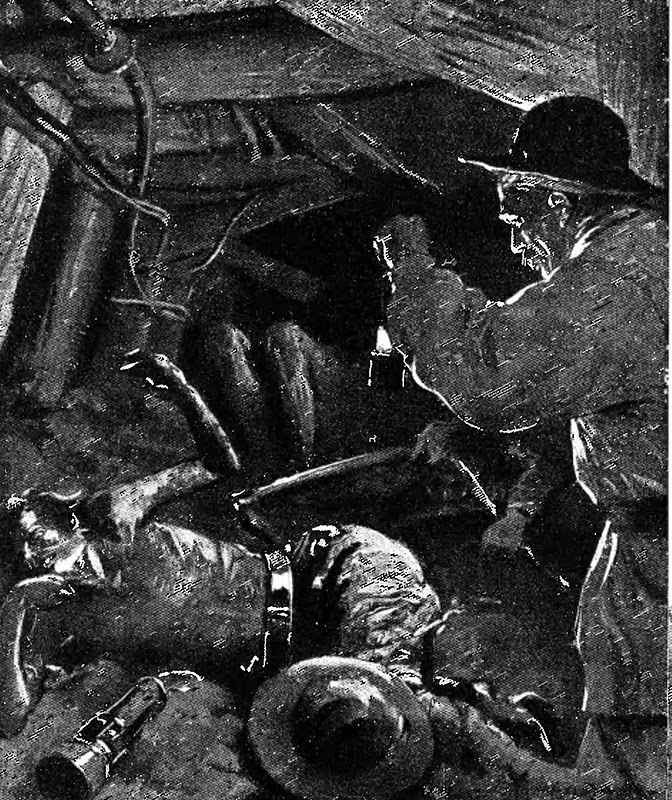
库里耶尔矿难

库里耶尔矿难（英語：Courrières mine disaster）是欧洲历史上最严重的矿难，人类历史上第二严重的矿难。

## 历史
发生于1906年3月10日法国北部，共1099名矿工死亡。矿难由煤尘爆炸引发，具体原因不明。遇难者为周边村民。煤矿位于加来海峡省朗斯以东2公里。